# 가와니시정 (효고현)
가와니시정(川西町)은 효고현 가와베군에 존재했던 정이다. 현재의 가와니시시는 1954년 신설 합병으로 탄생한 것으로, 본정과는 다른 자치체이다.